# Accademia Bizantina
Accademia Bizantina is een Italiaans ensemble dat gespecialiseerd is in de authentieke uitvoering van muzikaal repertorium uit de 17e en 18e eeuw.

## Biografie
De groep werd opgericht in 1983, in de schoot van het conservatorium van Ravenna, door drie vrienden: violisten Angelo Nicastro en Luciano Bertoni en pianist Romano Valentini. Het drietal besloot, onder het drinken van een kop koffie, om samen met de beste studenten van de school een ensemble te beginnen. Cellist Paolo Ballanti en violist Paolo Zinzani voegden zich in 1984 bij hen en ze noemden zich Accademia Bizantina, naar Ravenna als hoofdstad van het voormalige Oost-Romijnse rijk Byzantium. Ze speelden hun eerste concert op 2 juni van dat jaar, in de kerk van San Giuseppe in Marina di Ravenna, met dirigent Filippo Maria Caramazza, die vervolgens hun eerste vaste dirigent wordt.
Accademia Bizantina gebruikt oude en originele instrumenten voor hun historische uitvoeringspraktijk en volgt de filosofie van de filologische interpretatie van de uitgevoerde muziek. In 1989 trad Ottavio Dantone toe tot de groep als klavecinist en in 1996 werd hij benoemd tot muzikaal en artistiek leider. Als dirigent houdt Dantone zich bezig met filologisch onderzoek, waardoor hij oude partituren kan lezen alsof hij een "tijdgenoot uit die periode" was. Dat wil zeggen: rekening houdend met praktijken en uitvoeringscanons die toen als impliciet werden beschouwd en daarom "ongeschreven". Het resultaat is muziek met meer diepgang, die rijk is aan nuances.
In 1999 voert Accademia Bizantina zijn eerste volledig geënsceneerde opera op: Giulio Sabino van Giuseppe Sarti. Vervolgens specialiseert het ensemble zich in de herontdekking en uitvoering van opera's uit de barokperiode, variërend van grote werken tot opera's die in de moderne tijd nog nooit zijn uitgevoerd.
Accademia Bizantina werkte samen met artiesten als dirigent Riccardo Muti, componist Luciano Berio, violisten Stefano Montanari, Viktoria Mullova en Giuliano Carmignola, contratenor Andreas Scholl en contralto Delphine Galou. Ze traden op in prestigieuze zalen als Carnegie Hall en Lincoln Center in New York, Wigmore Hall en Barbican Centre in Londen, Théâtre des Champs-Elysées in Parijs, Opéra Royal in Versailles, Staatoper in Berlijn, Kölner Philharmonie, Elbphilharmonie Hamburg, ENCPA Peking, Shanghai Concert Hall, Walt Disney Concert Hall in Los Angeles, Theater an der Wien in Wenen, CNDM Madrid en Auditorium Parco della Musica in Rome. In 2016 speelden ze in Bozar in Brussel en het Concertgebouw in Brugge.

## Leden

### Huidige leden (december 2023)
- Ottavio Dantone - klavecimbel, muzikaal en artistiek leider (lid sinds 1989)
- Ana Liz Ojeda Hernández - viool (lid sinds 2012)
- Lisa Ferguson - viool
- Maria Grokhotova - viool
- Paolo Zinzani - viool (lid sinds 1984)
- Mauro Massa - viool
- Heriberto Delgado Gutiérrez - viool
- Sara Meloni - viool
- Gabriele Pro - viool
- Marco Massera - altviool
- Alice Bisanti - altviool (lid sinds 2008)
- Emmanuel Jacques - cello
- Paolo Ballanti - cello (lid sinds 1984)
- Alessandro Palmeri - cello
- Nicola Dal Maso - contrabas
- Giovanni Valgimigli - contrabas
- Luca Bandini - contrabas
- Tiziano Bagnati - luit
- Stefano Demicheli - klavecimbel, orgel
- Valeria Montanari - klavecimbel, orgel

## Onderscheidingen
- 2007 - Midem Classical Award 2007 (sectie barokmuziek) - voor de cd Antonio Vivaldi: In furore, Laudate pueri e concertos sacri - Sandrine Piau, Accademia Bizantina & Ottavio Dantone
- 2012 - BBC Music Magazine Awards: "Best Vocal" - Andreas Scholl & Accademia Bizantina voor O Solitude.[8]
- 2018 - Gramophone Classical Music Awards: "Recital Award" voor de cd Agitata, opgenomen met Delphine Galou.[9]
- 2021 - Gramophone Classical Music Awards: nominatie "Orchestra of the Year".[10]

## Selectieve discografie[11]
- 1991 - Franz Schubert: Konzertstück • Polonaise • Rondo - Accademia Bizantina & Carlo Chiarappa (Europa Musica/Koch International - CD)
- 1994 - Ottorino Respighi, Giorgio Federico Ghedini, Nino Rota: Respighi: Antiche Danze Ed Arie Per Liuto Etc - Carlo Chiarappa & Accademia Bizantina (Denon Records, CD)
- 1996 - Johann Sebastian Bach: Violin Concertos - Accademia Bizantina & Carlo Chiarappa (Denon Records, CD)
- 1997 - Il Gioco Barocco Del Seicento Italiano - Accademia Bizantina (Thymallus Records, CD)
- 1999 - Giuseppe Sarti: Giulio Sabino (Bongiovanni, CD)
- 2001 - Antonio Vivaldi: Il Cimento Dell'Armonia E Dell'Inventione Op. VIII - Ottavio Dantone & Accademia Bizantina (Amadeus Records, CD)
- 2001 - Alessandro Scarlatti: Concerti A Sette Parti - Sonate Per Violoncello - Ottavio Dantone & Accademia Bizantina (Amadeus Records, CD)
- 2001 - Alessandro Scarlatti: Concerti Grossi, Cello Sonatas - Mauro Valli, Accademia Bizantina & Ottavio Dantone (ARTS Records, CD)
- 2002 - Antonio Vivaldi: L'Estro Armonico Op. 3 - Vol. II (Concertos Nos. 7-12) - Accademia Bizantina & Ottavio Dantone (ARTS Records, CD)
- 2003 - Henry Purcell: The Fairy Queen - New English Voices, Ottavio Dantone & Accademia Bizantina (ARTS Records, CD)
- 2003 - Arcadia - Andreas Scholl, Ottavio Dantone, Accademia Bizantina (Decca Records, CD)
- 2004 - Alessandro Scarlatti: Il Giardino Di Rose: Sinfonie & Harpsichord Concertos - Accademia Bizantina & Ottavio Dantone (Decca Records, CD)
- 2005 - Arcangelo Corelli: Vioolsonates op. 5 - Stefano Montanari, Accademia Bizantina & Ottavio Dantone (ARTS Records, CD)
- 2005 - Aria's voor Senesino - Andreas Scholl, Ottavio Dantone & Accademia Bizantina (Decca Records, CD)
- 2006 - Antonio Vivaldi: In furore, Laudate pueri e concertos sacri - Sandrine Piau, Accademia Bizantina & Ottavio Dantone (Naïve Records, CD)
- 2006 - Antonio Vivaldi: Tito Manlio - Accademia Bizantina, Ottavio Dantone, Nicola Ulivieri, Karina Gauvin, Ann Hallenberg, Marijana Mijanovic & Debora Beronesi (Naïve Records, CD)
- 2007 - Georg Friedrich Händel: Il Duello Amoroso - Andreas Scholl, Hélène Guilmette, Accademia Bizantina, Ottavio Dantone (Harmonia Mundi, CD)
- 2008 - Johann Sebastian Bach: Harpsichord Concertos BWV 1052, 1053, 1055, 1056 - Accademia Bizantina & Ottavio Dantone (L'Oiseau Lyre Records, CD)
- 2009 - Georg Friedrich Händel: Organ Concertos, Op. 4 - Accademia Bizantina, Ottavio Dantone (L'Oiseau Lyre Records, CD)
- 2010 - Franz Joseph Haydn: Concertos For Harpsichord & Violin - Stefano Montanari, Accademia Bizantina & Ottavio Dantone (L'Oiseau Lyre Records, CD)
- 2010 - Henry Purcell: O Solitude - Andreas Scholl, Accademia Bizantina & Stefano Montanari (Decca Records, CD)
- 2011 - Johann Sebastian Bach: Sinfonia - Accademia Bizantina, Ottavio Dantone (Decca Records, CD-rom)
- 2013 - Antonio Vivaldi: Vivaldi Con Moto - Giuliano Carmignola, Accademia Bizantina, Ottavio Dantone (Archiv Produktion, CD)
- 2016 - Franz Joseph Haydn: Symphonies 78-81 - Accademia Bizantina, Ottavio Dantone (Decca Records, CD)
- 2017 - Agitata - Delphine Galou, Accademia Bizantina, Ottavio Dantone (Alpha Classics, CD)
- 2018 - Antonio Vivaldi: Il Giustino - Accademia Bizantina, Ottavio Dantone (Naïve Records, CD)
- 2019 - Antonio Vivaldi: Musica Sacra Per Alto - Delphine Galou, Accademia Bizantina, Ottavio Dantone (Naïve Records, CD)
- 2019 - Antonio Vivaldi: Arie E Cantate Per Contralto - Delphine Galou, Accademia Bizantina, Ottavio Dantone (Naïve Records, CD)
- 2020 - Antonio Cesti: La Dori - Accademia Bizantina, Ottavio Dantone (cpo Records, CD)
- 2023 - Johann Sebastian Bach: Sinfonia - Accademia Bizantina & Ottavio Dantone (Decca Records, CD)[12]